# بنك البنية التحتية في المملكة المتحدة
بنك البنية التحتية في المملكة المتحدة (UKIB) هو بنك تنمية مملوك للدولة البريطانية. ويهدف هذا إلى المساعدة في خطة حكومة المملكة المتحدة للوصول إلى صافي انبعاثات كربونية صفرية بحلول عام 2050 ودعم النمو الاقتصادي في القطاعات الإقليمية والمحلية في جميع أنحاء المملكة المتحدة.  ثم صرح وزير الخزانة ريشي سوناك أن البنك سيُكلف بالاستثمار في قطاعات مثل " الطاقة المتجددة ، واحتجاز الكربون وتخزينه ونقله"، وسيقدم "قروضًا منخفضة الفائدة لرؤساء البلديات والمجالس لتمويل المشاريع".  البنك مملوك للقطاع العام ومساهمه الوحيد هو محامي الخزانة بصفته وزارة الخزانة البريطانية .  تم منح البنك رأس مال أولي قدره 12 مليار جنيه إسترليني، وهو قادر على تقديم ما يصل إلى 10 مليار جنيه إسترليني من الضمانات الحكومية، مع قدرته النهائية على تقديم 22 مليار جنيه إسترليني.  

## محفظة الاستثمار التابعة للبنك
| اسم الاستثمار      | موقع                  | مبلغ الاستثمار          | الاستشهاد |
| ------------------ | --------------------- | ----------------------- | --------- |
| رصيف ساوث بانك     | تيسووركس ، على تيسايد | 107 مليون جنيه إسترليني | [ 4 ]     |
| ألياف              | بلفاست                | 220 مليون جنيه إسترليني | [ 5 ]     |
| الليثيوم الكورنيشي | كورنوال               | 24 مليون جنيه استرليني  | [ 6 ]     |